# Cuphea oreophila
Cuphea oreophila là một loài thực vật có hoa trong họ Lythraceae. Loài này được Brandegee ex Bacig. mô tả khoa học đầu tiên năm 1933.